# Franco Fergnani
Franco Fergnani (Milano, 25 ottobre 1927 – Milano, 18 giugno 2009) è stato uno storico della filosofia, traduttore e antifascista italiano, studioso del pensiero esistenzialista, in particolare quello di Jean-Paul Sartre.

## Biografia
Di famiglia dotata di ampia cultura e fortemente schierata contro il regime fascista, si unisce appena sedicenne alla Resistenza italiana con un deciso spirito attivista, fatto che gli costerà un arresto e la breve reclusione nel carcere di San Vittore. La passione per la filosofia lo porterà a laurearsi nel 1953 all’Università degli Studi di Milano con Antonio Banfi; dopo l’insegnamento in licei come l’Alessandro Racchetti di Crema e il Filippo Lussana di Bergamo e diverse pubblicazioni di saggi e articoli su riviste come “Il pensiero critico”, “Rivista di filosofia”, “aut aut”, “Rivista critica di storia della filosofia” e “Nuova Corrente”, ottiene la cattedra di Filosofia Morale II dell’Università degli Studi di Milano nel 1971 e la mantiene ininterrottamente fino al pensionamento, avvenuto nel 2000.
Fu figura di spicco nella riflessione esistenzialista novecentesca: egli può essere infatti considerato il portatore del pensiero di Jean-Paul Sartre in Italia, traducendo e curando numerosi testi del filosofo francese per editori quali Mursia e Il Saggiatore. Oltre che al pensiero sartriano, Fergnani dedicò molte riflessioni al marxismo occidentale e ad autori come Maurice Merleau-Ponty, Marc Bloch, lo stesso Marx, Lukács e Althusser, tenendo inoltre corsi universitari su Martin Heidegger, Emmanuel Lévinas, Henri Bergson. Alle lezioni tenute da Fergnani, Massimo Recalcati dedica parole estremamente rilevanti, con le quali esprime al meglio le caratteristiche e il lavoro del professore: «Lezioni che apparivano ai nostri occhi come piccoli diamanti: Essere e tempo di Heidegger o L'essere e il nulla di Sartre diventavano incredibilmente vivi, pulsanti, straripavano dalle loro cornici prestabilite per entrarci dentro. La parola del professore sapeva scuoterci scuotendo i testi che commentava» . Collaborò e strinse amicizia con Fulvio Papi, Pier Aldo Rovatti e Remo Cantoni, figure anch’esse di estrema rilevanza nel panorama filosofico italiano. Riposa al Cimitero Maggiore di Milano. Molti dei suoi scritti su riviste e inediti sono stati pubblicati postumi dall'editore Farina di Milano 

## Opere principali
- Marxismo e filosofia contemporanea, Cremona, Padus, 1964
- Antonio Gramsci. La filosofia della prassi nei «Quaderni del carcere», Milano, Unicopli, 1975
- La cosa umana: esistenza e dialettica nella filosofia di Sartre, Milano, Feltrinelli, 1978
- Mondo, esistenza, trascendenza nella filosofia di Karl Jaspers, Milano, Unicopli, 1980
- Jean-Paul Sartre: la scoperta dell'esistenza, prefazione di Massimo Recalcati, Milano, Feltrinelli, 2019